# マンガ (ブルキナファソ)
マンガ(フランス語：Manga)はブルキナファソの中南部地方の中心都市。
ズンドウェオゴ県の県都でもある。
2012年の人口は約2.3万人。

## 交通

### 道路
- 国道17号線 (ブルキナファソ)（フランス語版）